# Bandera de la región de Los Lagos
La Región de Los Lagos en Chile cuenta con una bandera oficial desde el 23 de octubre de 2013, adoptada oficialmente por el Consejo Regional  mediante la resolución N° 20.

## Historia

Antigua bandera, nunca oficializada.

Hasta 2013, solía usarse como bandera regional la expuesta en el Hall de Acceso del Congreso Nacional de Chile y que consistía en el emblema del gobierno regional de Los Lagos sobre un campo celeste; sin embargo, dicha bandera no era oficial.
En 2012 se propuso ante el Consejo Regional la idea de modificar el logo del Gobierno Regional, además de definir una nueva bandera regional. La propuesta definía utilizar “el color del mar y la tierra” de la Región de Los Lagos, además de incorporar cuatro estrellas corresponden a las cuatro provincias que componen la región. Una propuesta fue levantada para incorporar un número «30» en representación de las treinta comunas que componen la región, pero finalmente no fue aceptado.
El 23 de octubre de 2013 el Consejo Regional, en su sesión ordinaria n.º 20, aprobó una propuesta de bandera local, que consta de dos franjas horizontales, la superior verde y la inferior azul. En la superior, en su ángulo izquierdo, aparecen 4 estrellas blancas agrupadas como la Cruz del Sur.

### Situación legal
El "reglamento sobre identidad y presencia pública del gobierno regional de Los Lagos", señala:
- Artículo 4.º: Los símbolos oficiales de la región son la bandera, el escudo y el logotipo.
- Artículo 5.º: La bandera de la región es rectangular, teniendo el alto de dos tercios de su longitud y expresará los colores y formas características y expresivas de la región.

## Banderas comunales
Algunas municipalidades de la Región de Los Lagos poseen banderas propias.

### Provincia de Chiloé

Ancud

### Provincia de Llanquihue

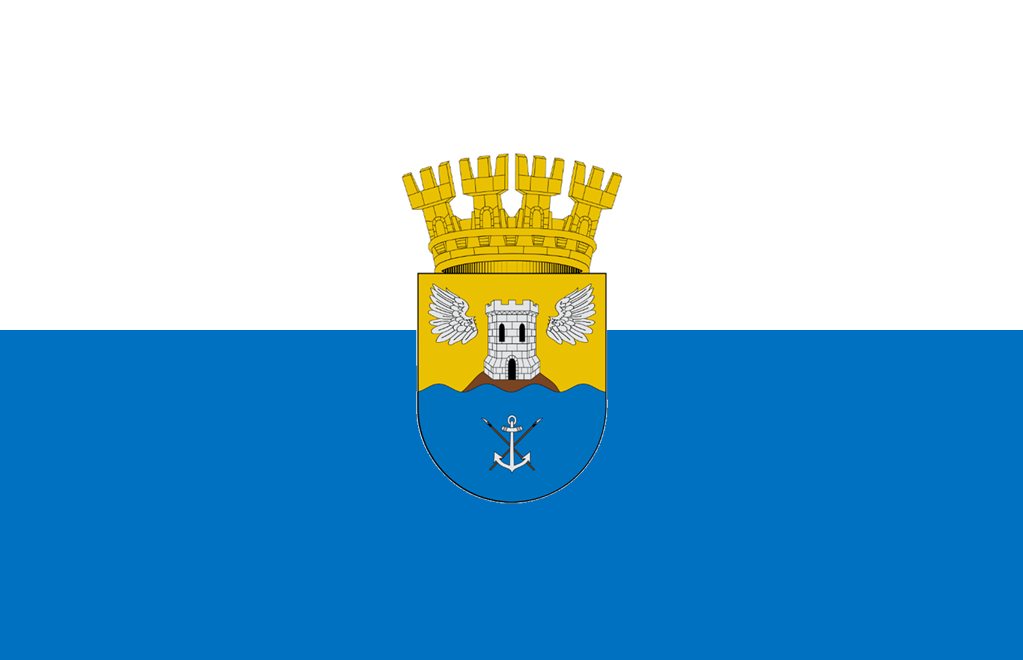
Calbuco
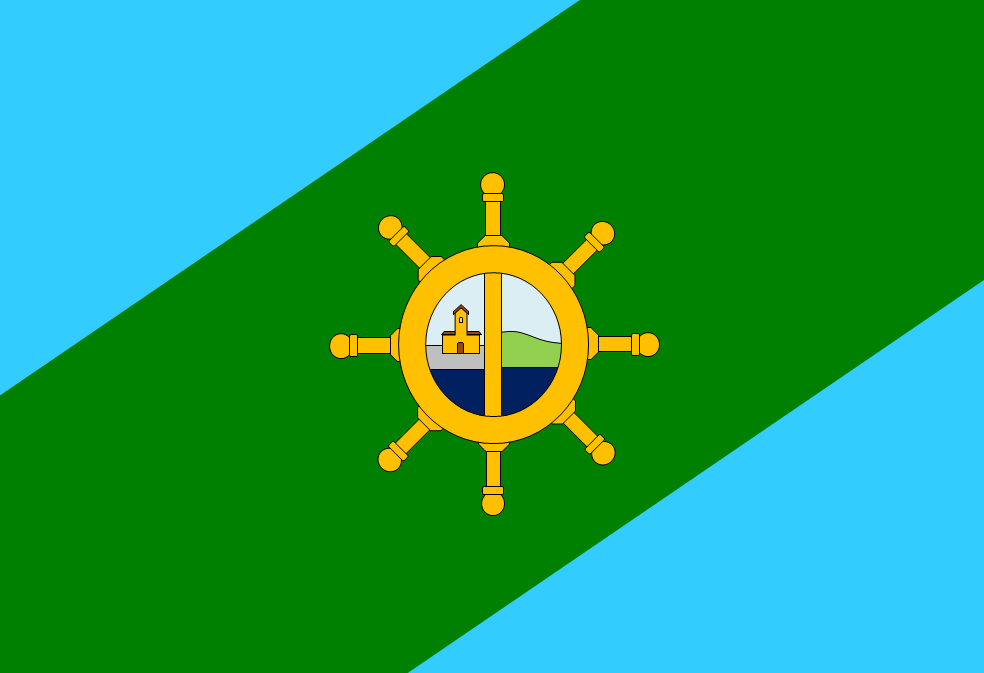
Maullín
Puerto Montt
Puerto Varas

### Provincia de Osorno

Osorno

### Provincia de Palena

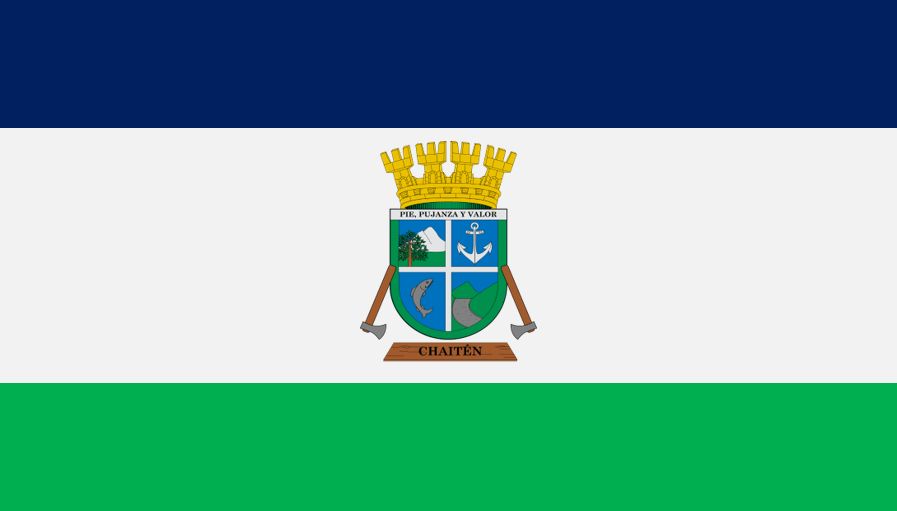
Chaitén
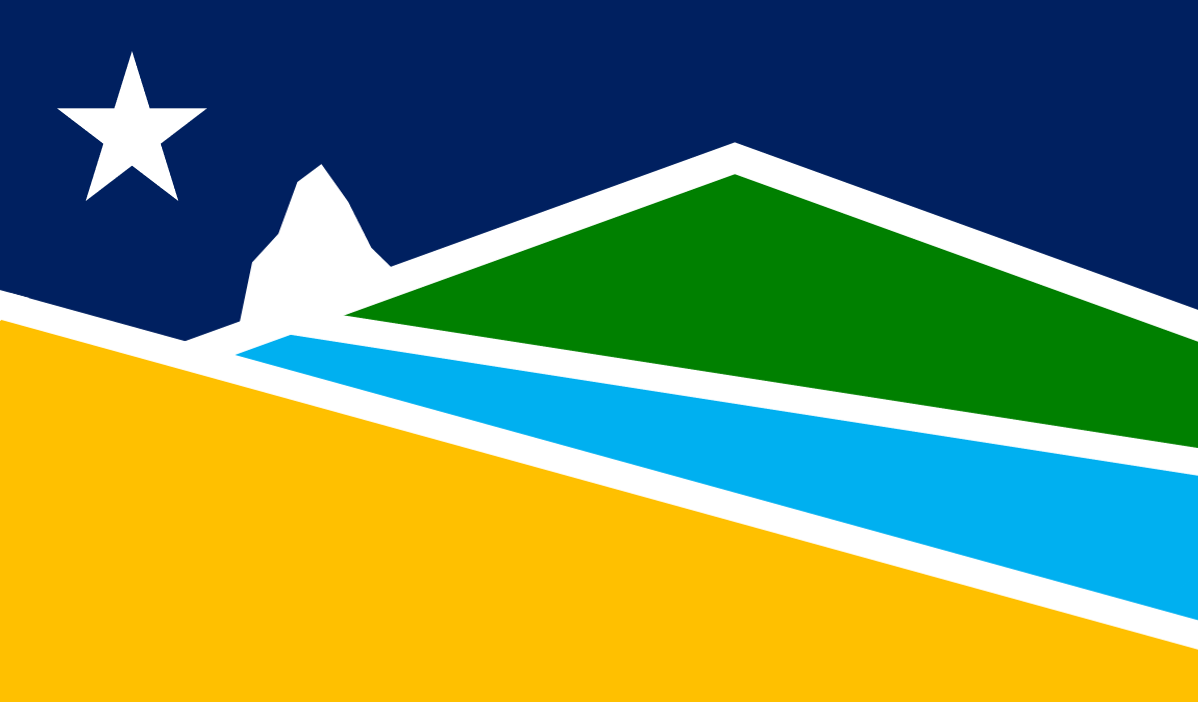
Futaleufú
Palena